# Microgramma nitida
Microgramma nitida là một loài thực vật có mạch trong họ Polypodiaceae. Loài này được (J. Sm.) A.R. Sm. miêu tả khoa học đầu tiên năm 1975.